# Rio nell’Elba
Rio nell’Elba ist ein Dorf und eine ehemalige Kommune auf der italienischen Insel Elba mit zuletzt 1105 Einwohnern (Stand 31. Dezember 2016). Rio nell’Elba gehört zur Provinz Livorno in der Region Toskana. Die Gemeinde wurde am 1. Januar 2018 mit der Gemeinde Rio Marina zur Gemeinde Rio fusioniert. Sitz der neuen Gemeinde ist Rio Marina.

## Lage
Rio nell’Elba liegt im Nordwesten der östlichen Landzunge der Insel Elba. Das Gemeindegebiet umfasste 17 km², das entspricht einer Einwohnerdichte von 74 Einwohner/km². Die angrenzenden Gemeinden waren Porto Azzurro, Portoferraio und Rio Marina.
Der Hauptort der ehemaligen Gemeinde liegt zu beiden Seiten eines meist trocken liegenden Flusstales, das in NW-SO-Richtung verläuft, nach SO abfallend. Der älteste Teil liegt dabei auf dem NO-Hang des Tales. Er ist geprägt von schmalen Gassen und steilen Treppen, typisch für ein  Bergdorf. Zentraler Platz ist die Piazza del Popolo (Volksplatz) mit der mächtigen Pfarrkirche, die dem Apostel Jakobus und dem Märtyrer Cyriacus geweiht ist.

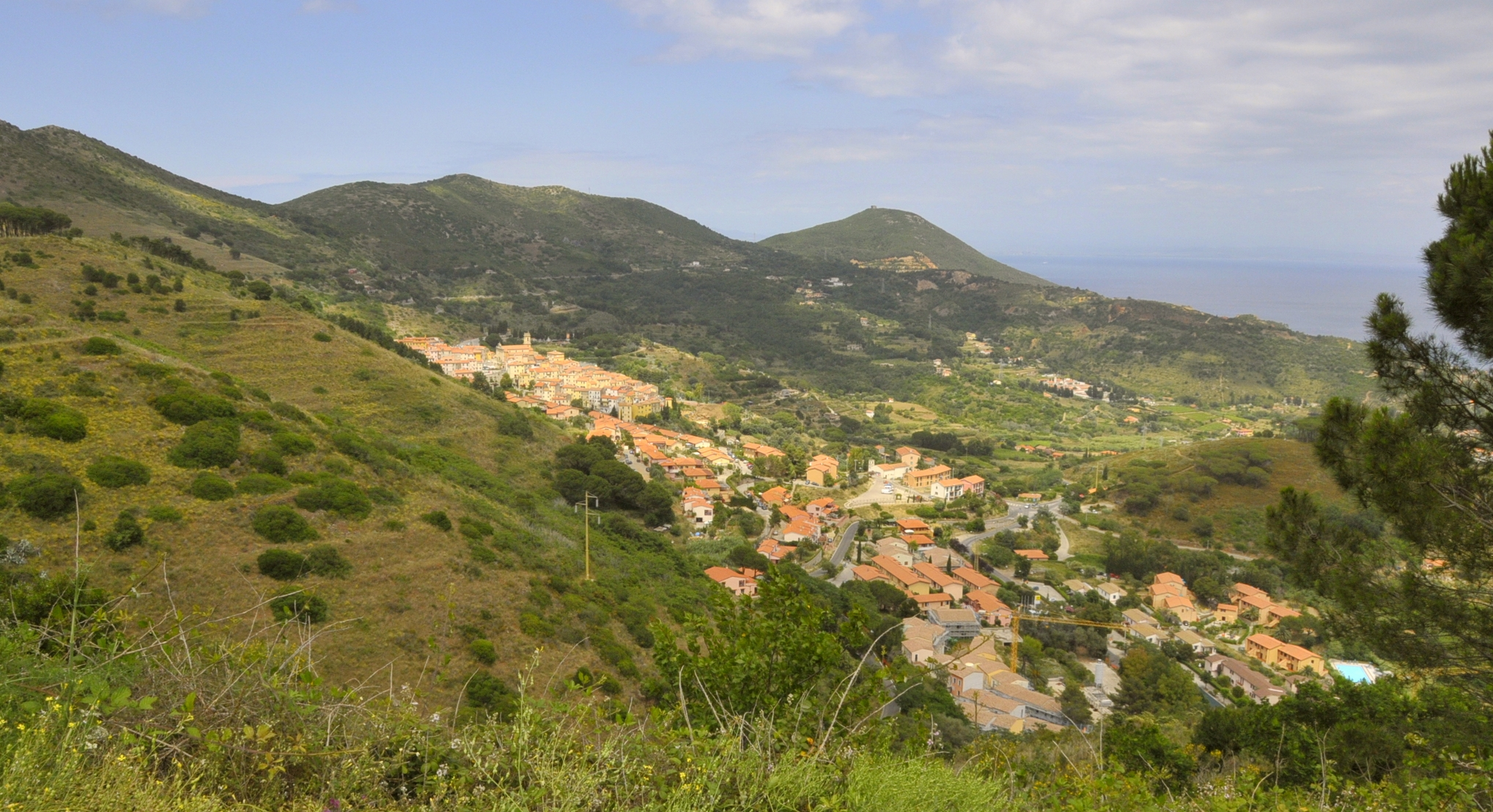
Gesamtansicht des Hauptortes

## Namensherkunft
Der Name leitet sich vom lateinischen rivus ab, das Fluss bedeutet. Der durch das schmale Tal sich windende Bach hat im 19. Jahrhundert mit seinem damals noch reichlich fließenden Wasser zahlreiche Wassermühlen betrieben. Er mündet in Rio Marina ins Meer.

## Geschichte
Erste urkundliche Erwähnung erfuhr das Gemeinwesen als Comune Rivi im Jahre 1260. Das Gebiet gehörte damals dem Bergbaudistrikt von Ost-Elba an und wurde dem damals benachbarten Ort Grassera zugeordnet.
Rio erlitt im Jahre 1534 einen heftigen nächtlichen Überfall auf Anweisung von Khair ad-Din Barbarossa, im Zuge dessen Grassera zerstört wurde. Besonders wichtig wurden danach die Statuta Rivi (d. h. Statuten von Rio), die das soziale Leben des Landes seit dem 16. Jahrhundert regelten.

## Verkehrsanbindung
Rio nell’Elba ist über gut ausgebaute Landstraßen mit Porto Azzurro im Süden, Rio Marina im Osten, dem Küsten- und Strandstädtchen Cavo im Norden und den Badeorten Maggazzini und Bagnaia an der Westküste der Landzungen gegenüber Portoferraio verbunden. Der örtliche Nahverkehr erreicht den Ort mit Überlandbussen.

## Sehenswertes
- Sehenswert ist der Ort an sich mit seinen schmalen Gassen, steilen Treppen und kleinen Piazzettas.
- Die Pfarrkirche Chiesa di San Giacomo Apostolo oder Chiesa dei Santi Giacomo Apostolo e Quirico als Mittelpunkt des Ortes wurde im 11. Jahrhundert unter der Herrschaft der Pisaner errichtet und erfuhr im Laufe der Zeiten zahlreiche Verstärkungen, die ihrem Schutz dienen sollten. Die Wehrmauern aus dem 16. Jahrhundert sind noch zu erkennen. Die drei Kirchenschiffe sind mittelalterlichen Ursprungs.
- Dreifaltigkeitskirche (Chiesa del Patreterno e della Santissima Trinità): Sie wurde im 15. Jahrhundert erbaut und, wie die meisten Sakralbauten auf Elba, im 18. Jahrhundert saniert. Im Inneren beherbergt sie ein Gemälde mit der Darstellung des Gekreuzigten mit Gottvater und dem Heiligen Geist, was ihr das zusätzliche Patrozinium der Dreifaltigkeit einbrachte. Im Chor sieht man ein Gemälde mit der Madonna del Carmine (Unserer Lieben Frau auf dem Berge Karmel) mit den Hl. Paulus und Antonius, das ursprünglich der Bruderschaft des Hl. Antonius gehörte.
- Torre del Giove (Jupiter-Turm), wurde 1459 zur Warnung von Piratenüberfällen errichtet. Der Bau erfolgte auf Veranlassung von Jacopo III. Appiano mit Blick auf den Kanal von Piombino und das Bergbau-Hinterland. Des Öfteren erfolgte von hier die Verteidigung der beiden benachbarten Städte Rio und Grassera. Während eines Angriffs durch die Soldaten des Turgut Reis im Jahre 1553 hatte die Festung einen Turm mit quadratischem Grundriss mit drei Etagen und war mit einem Wassergraben umgeben. Bis 1960 befand sich auf dem Boden unmittelbar östlich der Festung das steinerne Wappen des Adelsgeschlechtes der Appiani.
- Das antike Waschhaus
- Castello del Volterraio, Reste eines Castells im Südwesten des Hauptortes mit beeindruckender Sicht auf den Golf von Portoferraio und den Monte Capanne, Höhe 1.019 m.

## Impressionen

Pfarrkirche Chiesa di San Giacomo Apostolo
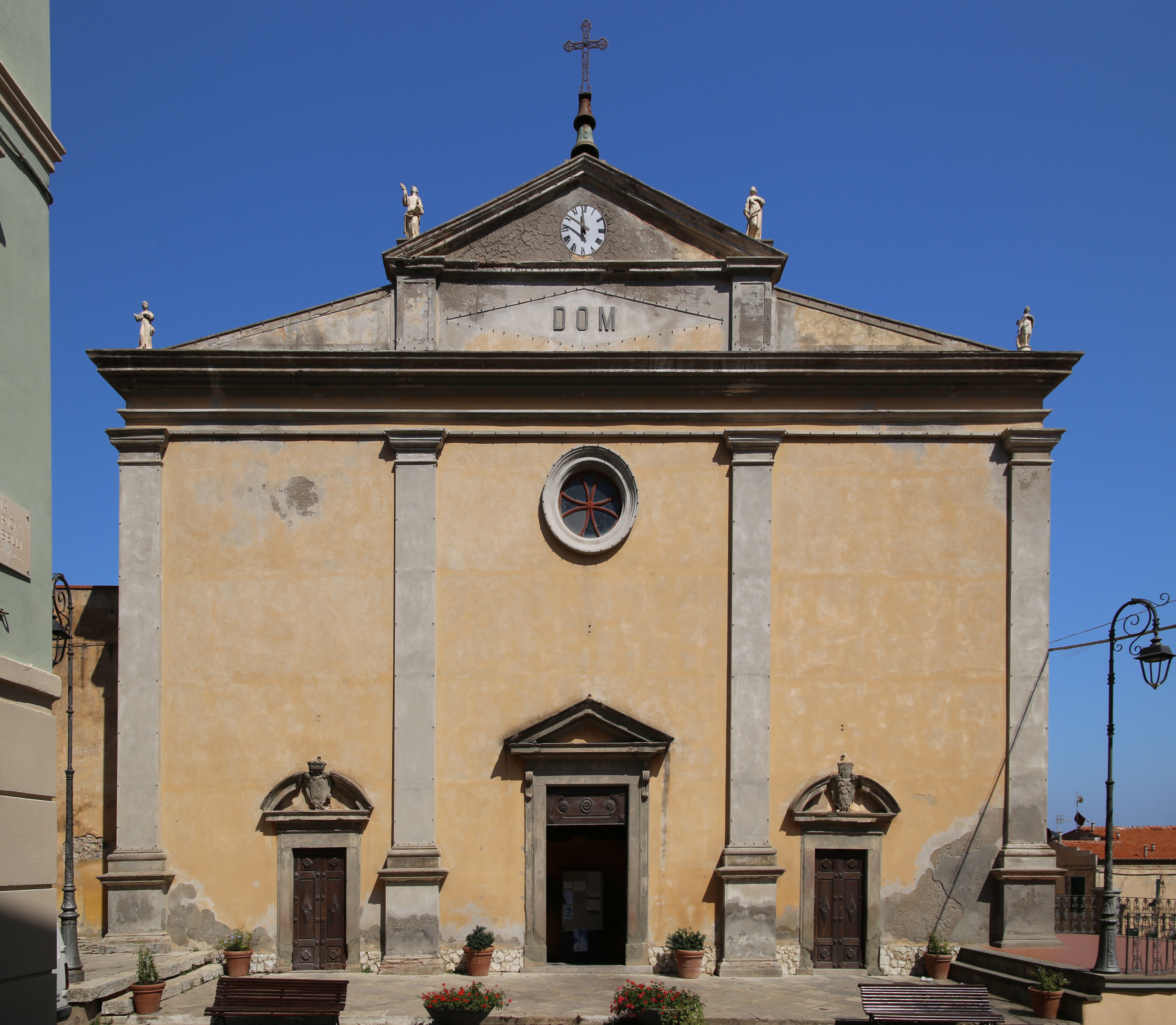
Fassade
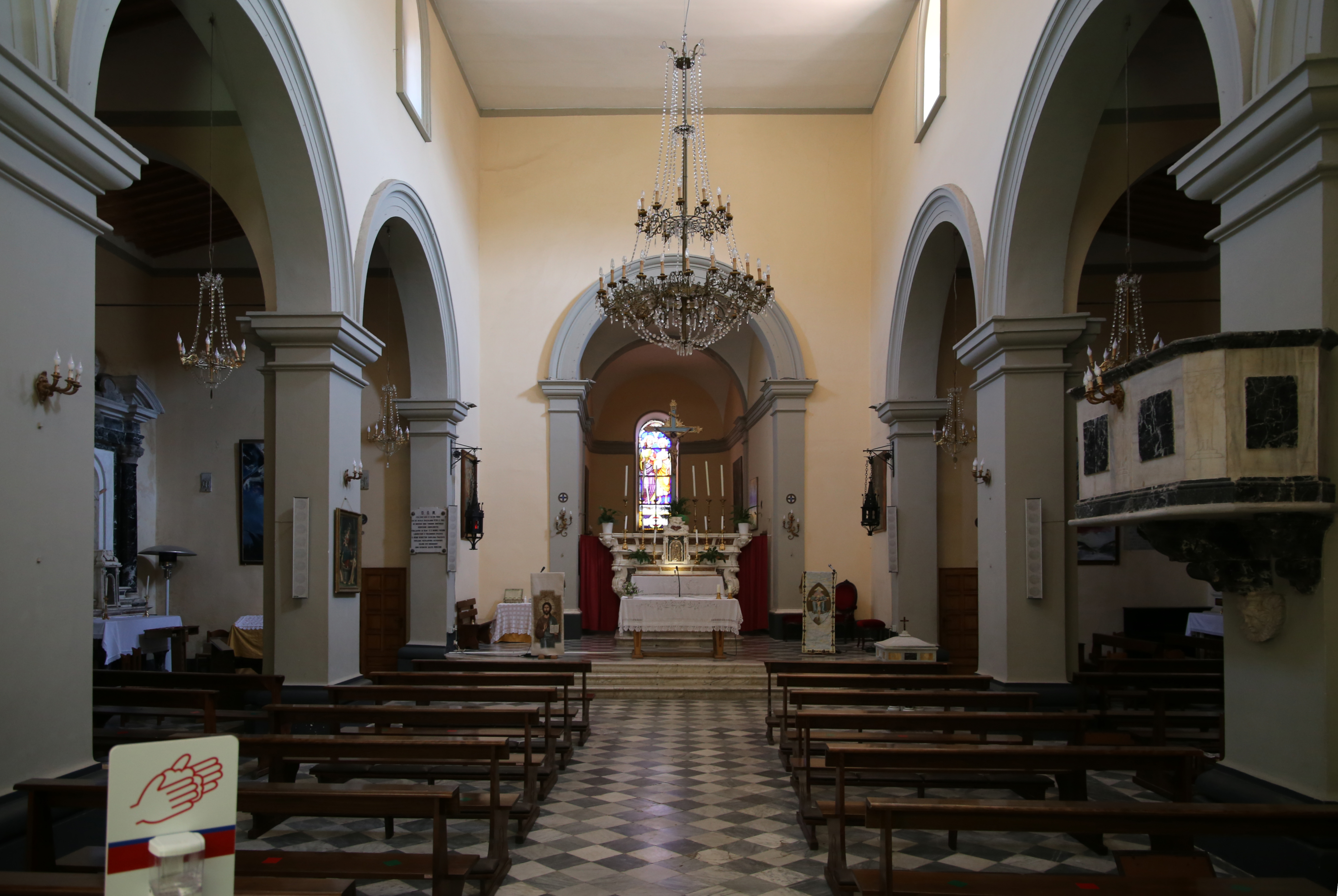
Inneres
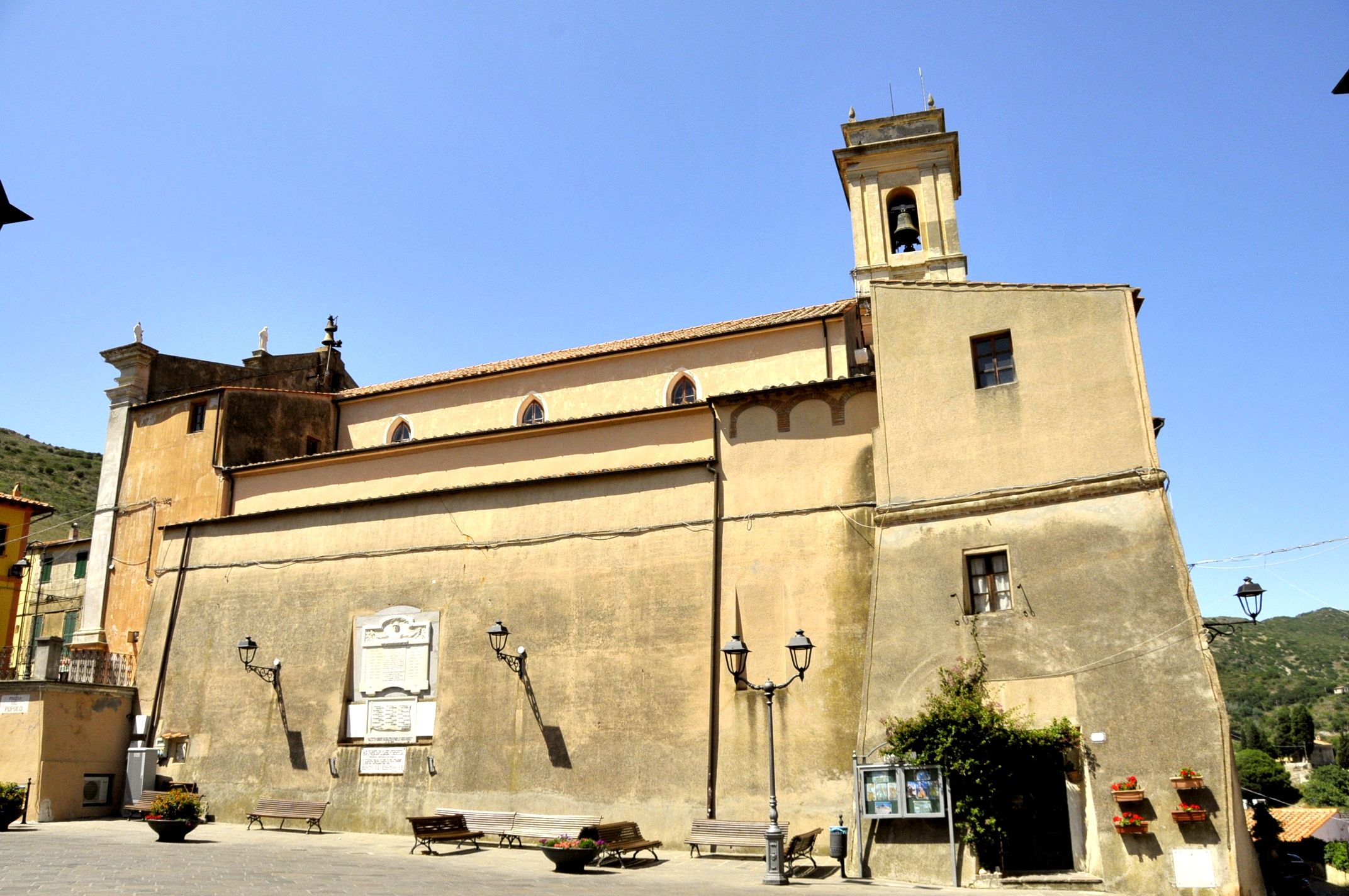
Südliche Ansicht

Weitere Sehenswürdigkeiten
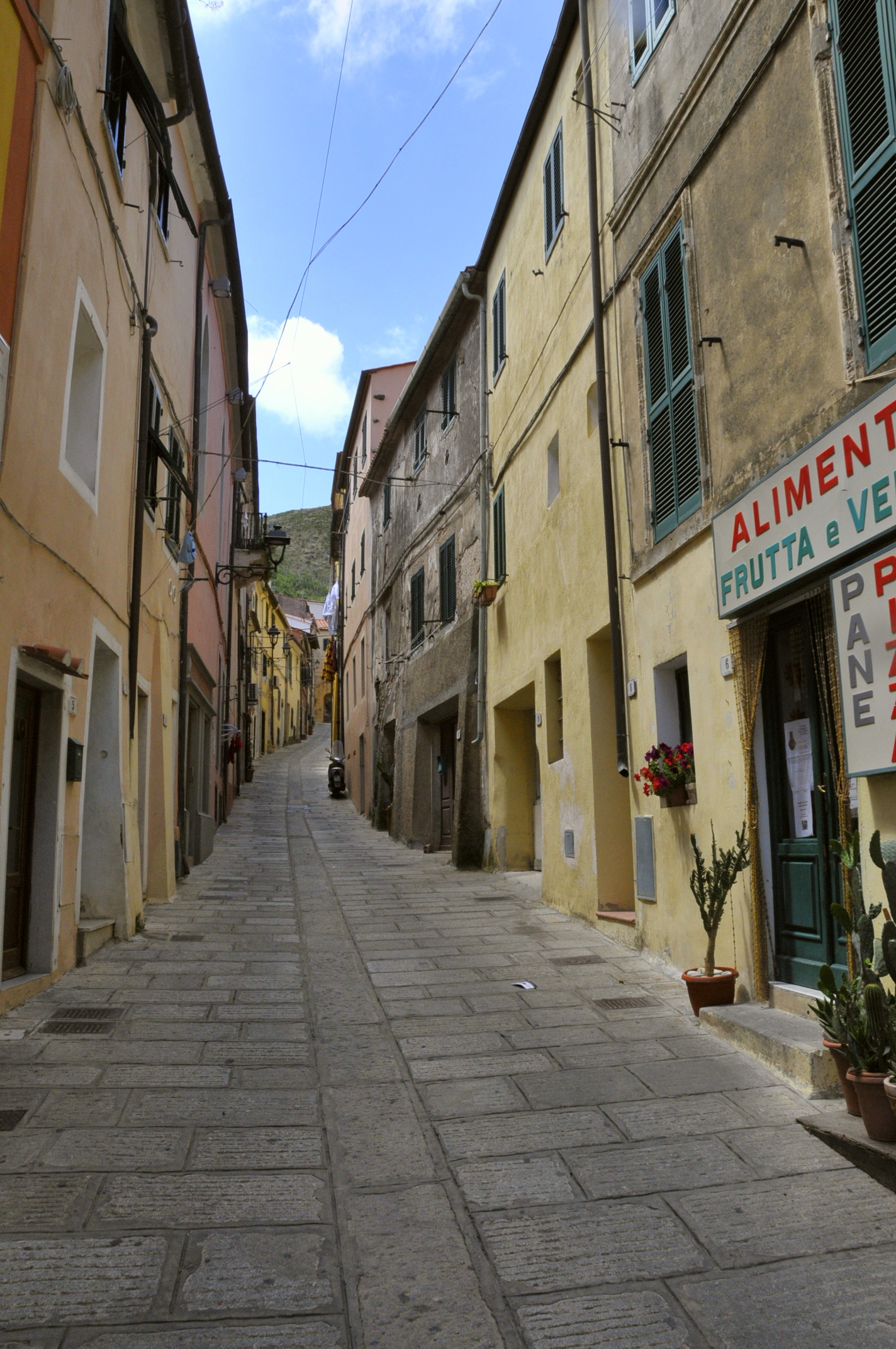
Die Via Ilario Zambelli in Rio nell’Elba
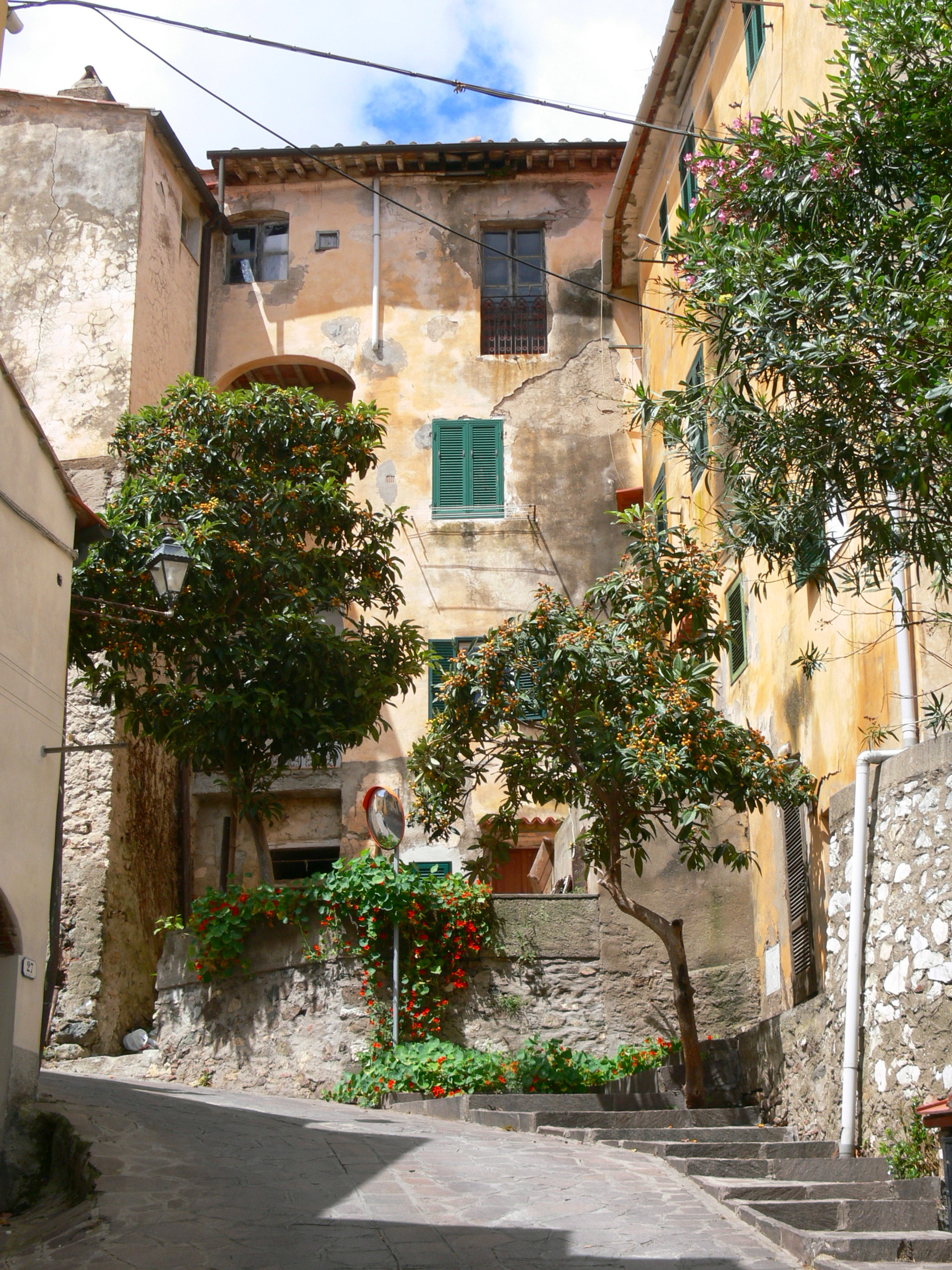
Altstadtgasse
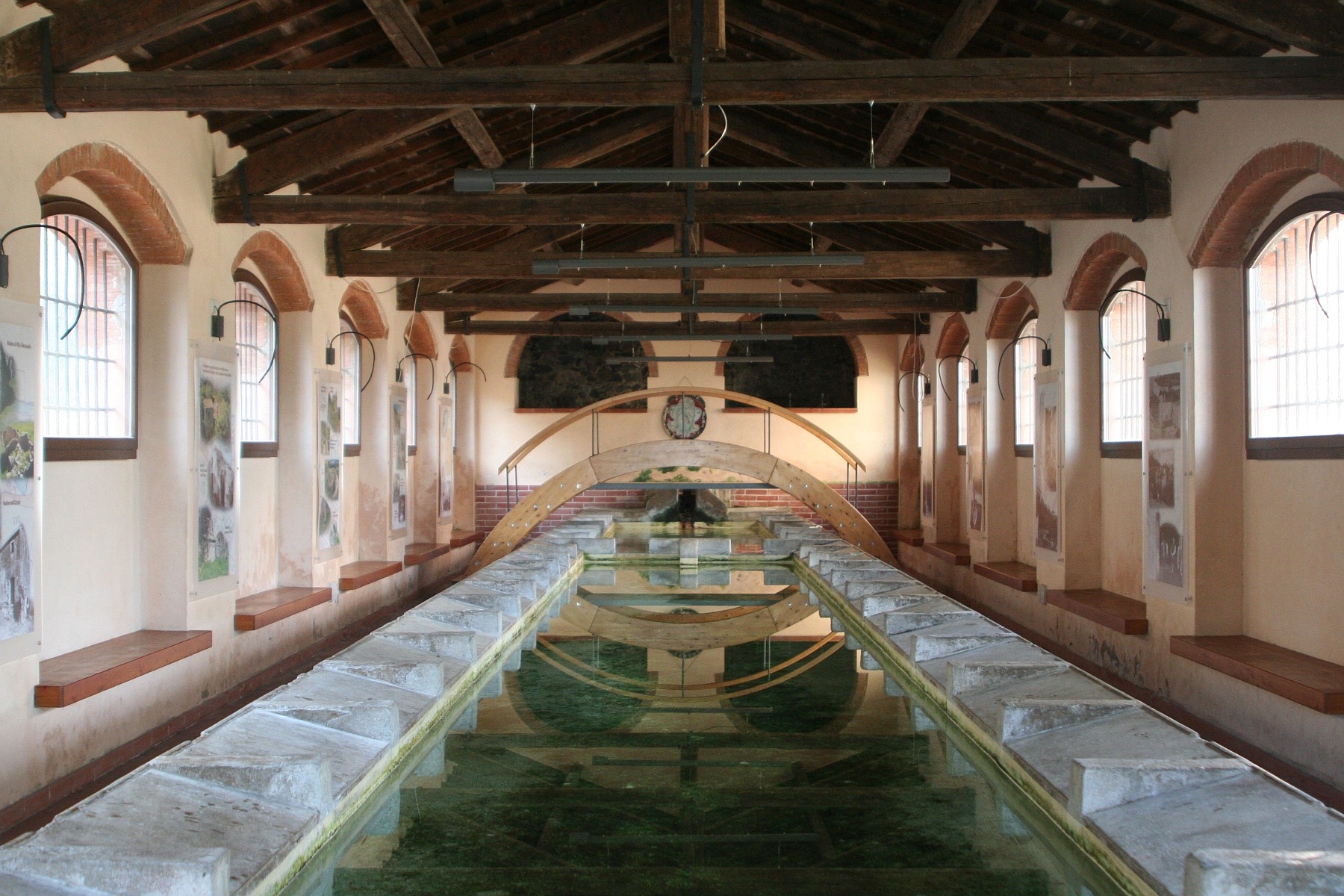
Altes Waschhaus
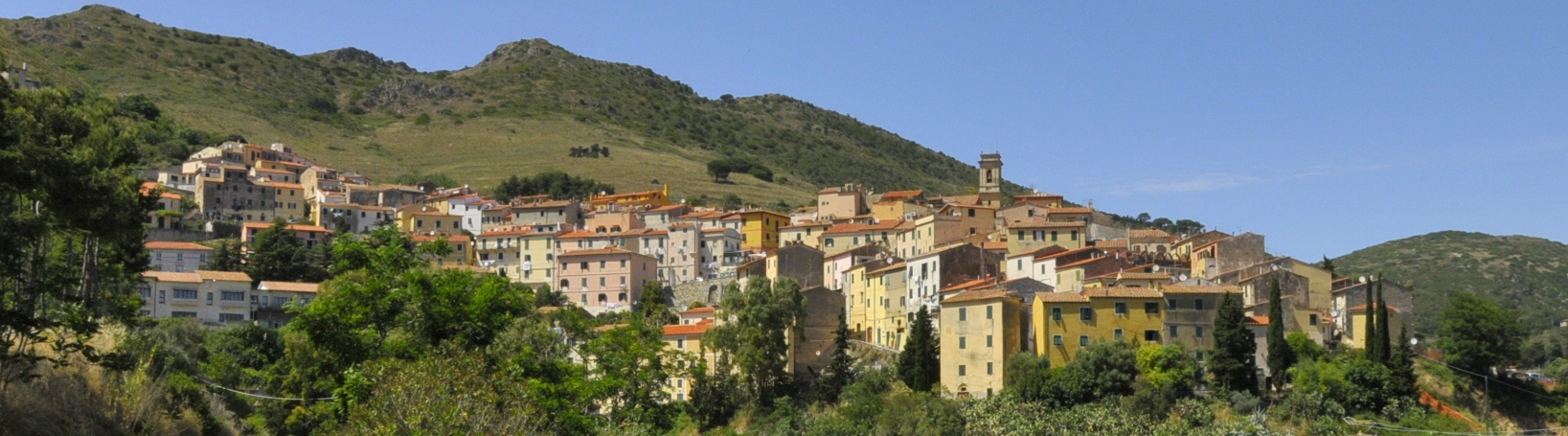
Gesamtansicht
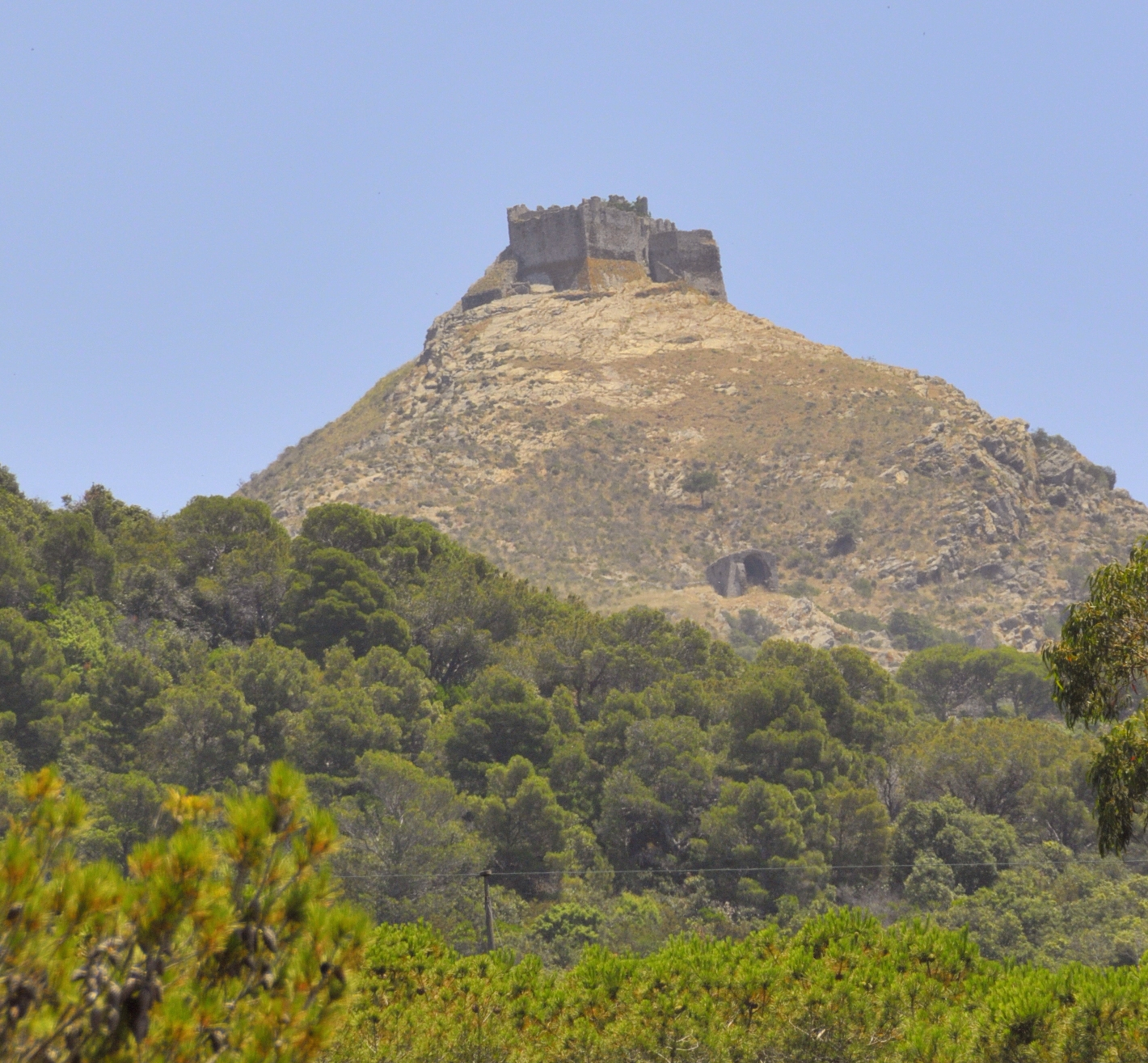
Burgruine Volterraio
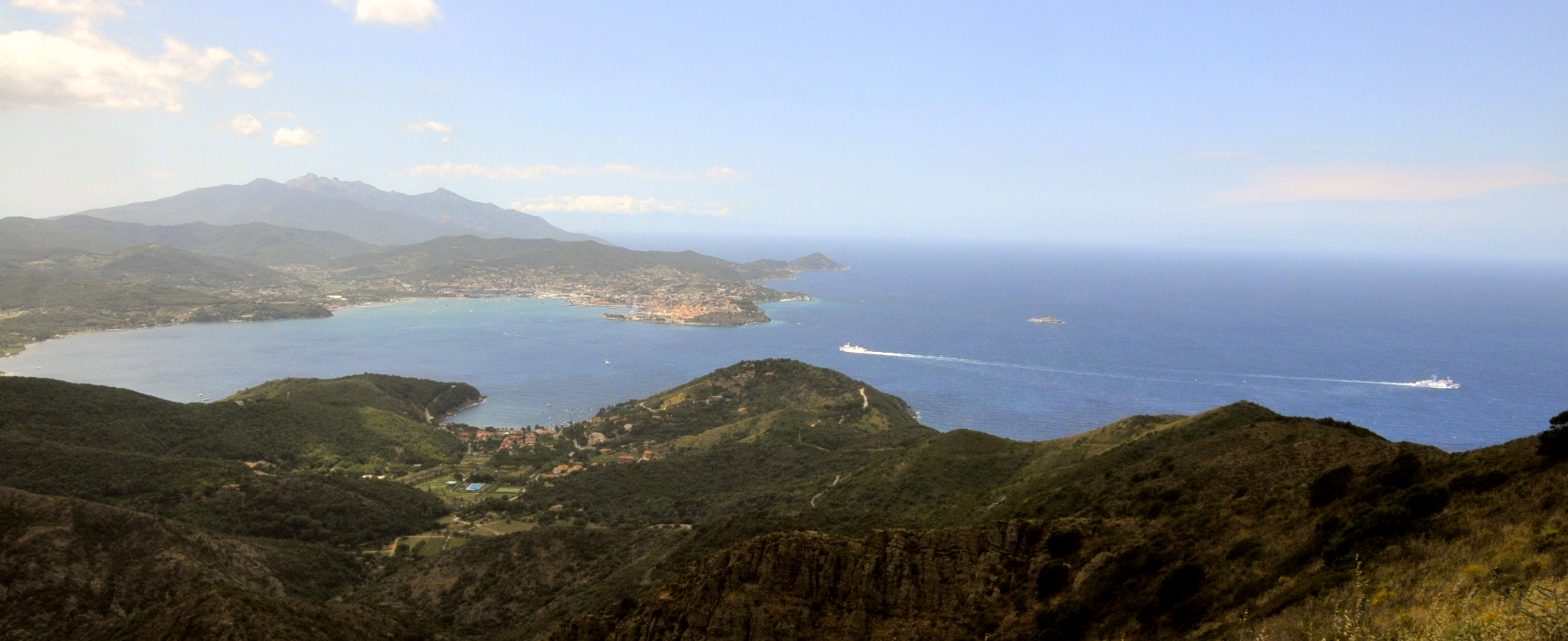
Blick von Volterraio auf den Golf von Portoferraio
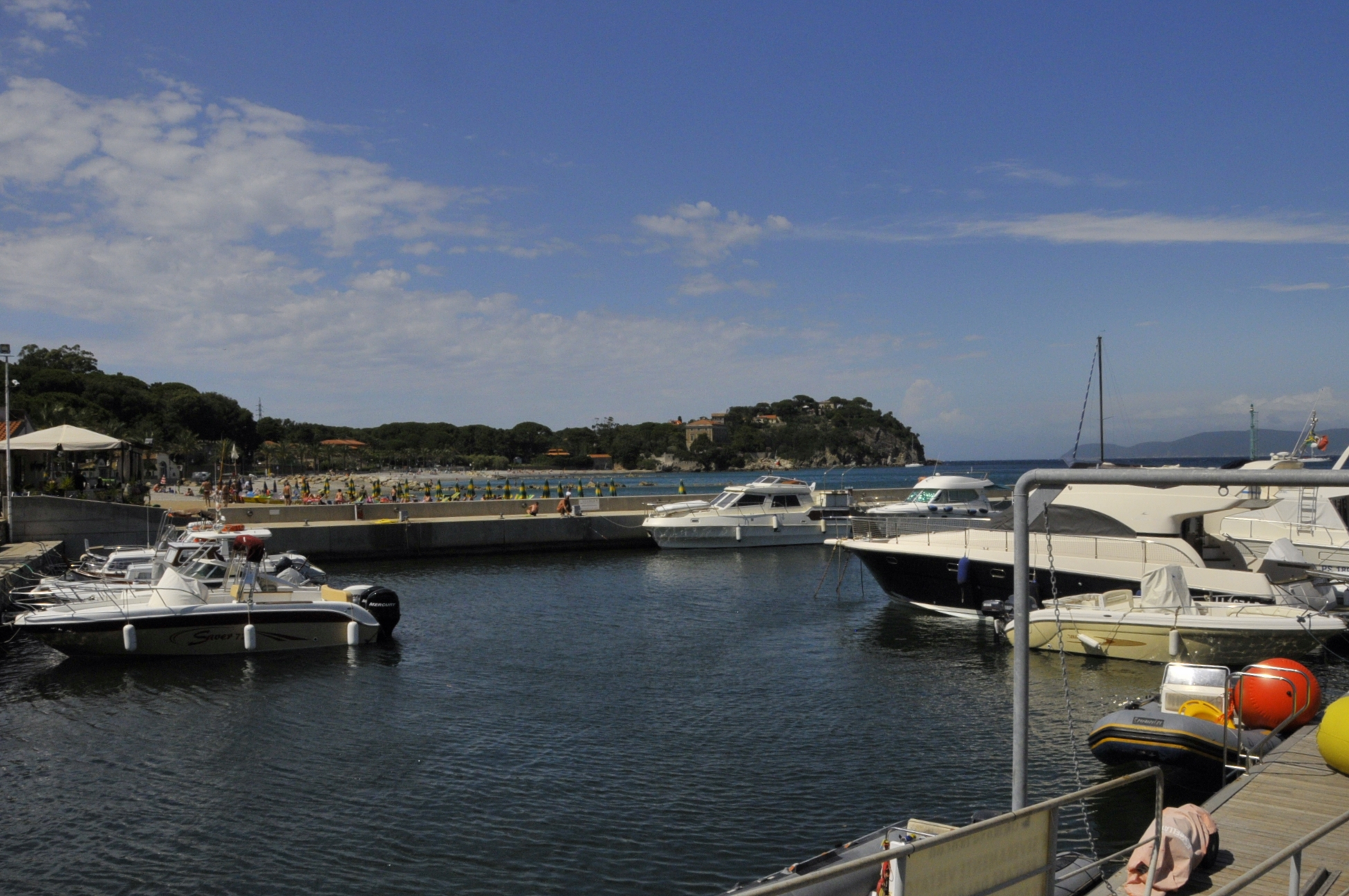
Blick auf den Fischerhafen und den Strand von Cavo (im Hintergrund)